# Plou a Barcelona
Plou a Barcelona és un telefilm dirigit per Carles Torrens, adaptació a la pantalla de l'obra de teatre del mateix nom que Pau Miró va escriure per a la Sala Beckett de Barcelona, i que fou estrenada el 2004 amb direcció de Toni Casares. Aquesta pel·lícula formava part del projecte "Més que un curt" que volia convertir en telefilms quatre obres de teatre de dramaturgs debutants. Fou emesa a TV3 el 20 de gener de 2009.

## Sinopsi
Al barri del Raval de Barcelona, on s'hi concentren alhora la marginalitat i la cultura oficial, es forma un triangle fràgil i obscur entre tres personatges, Lali, una prostituta interessada en Dante Alighieri i que busca clients en els museus, el seu xicot Carlos, un proxeneta amb poques llums que no para de menjar hamburgueses i bombons i David, un llibreter client habitual de la Lali que cada nit desitja que mori la seva dona. De rerafons es mostra la transformació d'un barri popular que acull noves instal·lacions culturals i com això repercuteix en les expectatives dels seus habitants.

## Repartiment
- Alma Alonso ...	Lali
- Àlex Brendemühl...	Carlos
- Víctor Pi ...	David

## Premis i nominacions
Va guanyar la segona edició de Som Cinema de Mollerussa. Fou nominada al Gaudí a la millor pel·lícula per a televisió